# Amir Khan (bokser)
Amir Iqbal Khan, pen: عامر خان (ur. 8 grudnia 1986 w Boltonie) – brytyjski bokser, były zawodowy mistrz świata organizacji WBC w kategorii junior półśredniej (do 140 funtów), srebrny medalista igrzysk olimpijskich w Atenach.

## Kariera amatorska
Jako junior był trzykrotnym amatorskim mistrzem Wielkiej Brytanii, oraz mistrzem Europy i mistrzem świata juniorów (w 2004). Na igrzyskach olimpijskich w Atenach wywalczył srebrny medal, przegrywając w finale z Mario Kindelánem.

## Kariera zawodowa

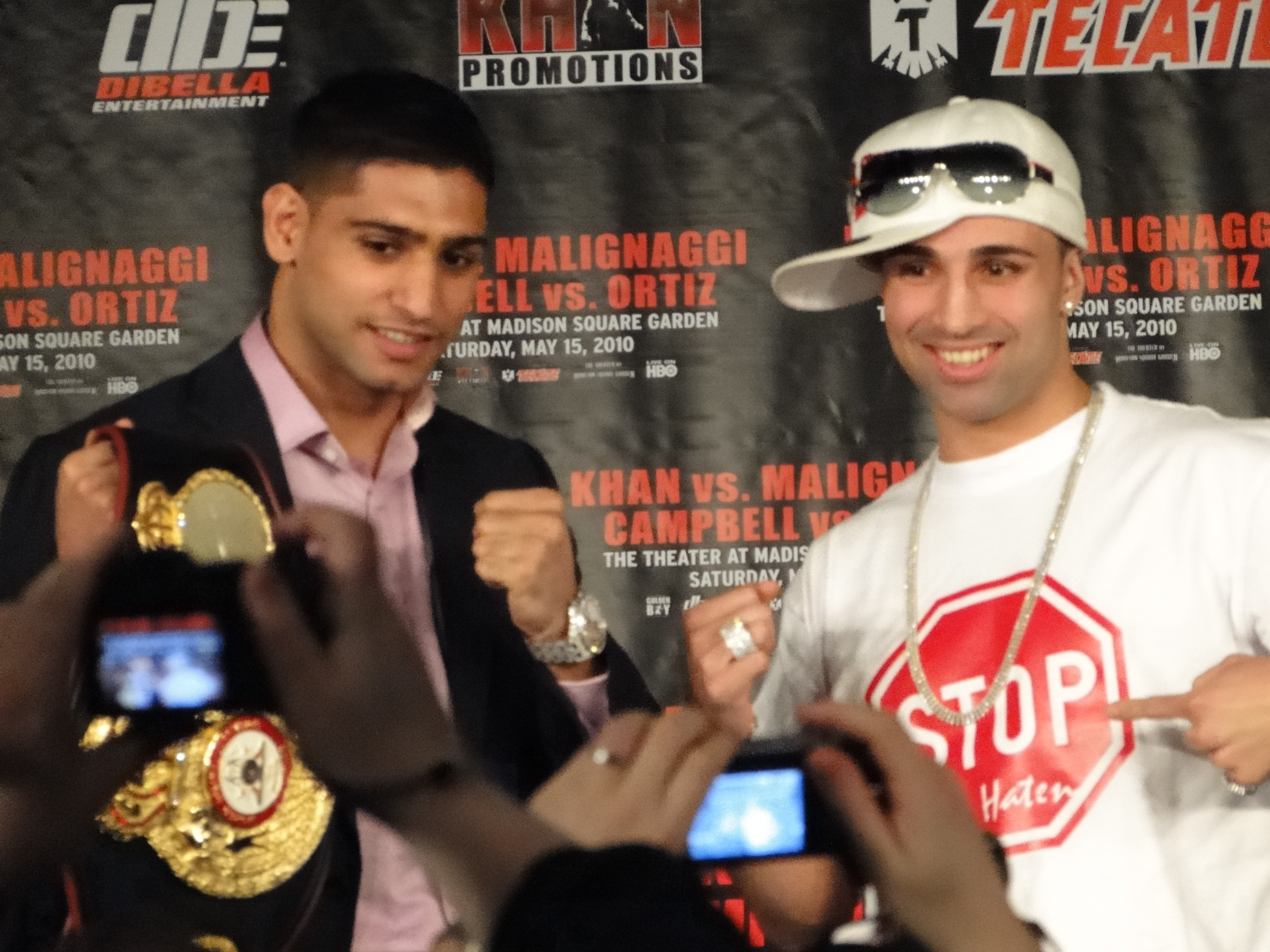
Khan (z lewej) i Malignaggi na konferencji prasowej w dniu 17 marca 2010

Na zawodowstwo przeszedł w lipcu 2005. Do końca tego roku stoczył cztery zwycięskie pojedynki. W następnym roku wygrał kolejnych sześć walk, jednak w ostatniej z nich, 9 grudnia 2006 z Rachidem Drilzane, pierwszy raz był liczony. Ostatecznie wygrał pojedynek na punkty.
W 2007 wygrał pięć pojedynków. 14 lipca 2007 wywalczył tytuł Wspólnoty Brytyjskiej w kategorii lekkiej, pokonując Williego Limonda, a następnie obronił go dwukrotnie, nokautując Scotta Lawtona i Grahama Earla. 2 lutego 2008 jeszcze raz obronił swój tytuł, pokonując na punkty byłego mistrza świata federacji IBF w kategorii junior lekkiej Gairy St. Claira, a następnie w walce eliminacyjnej WBO pokonał przez techniczny nokaut w siódmej rundzie Duńczyka Martina Kristjansena.
Po tej walce Khan rozstał się ze swoim dotychczasowym trenerem, Oliverem Harrisonem, który krytykował boksera za zbyt duże zaangażowanie w sprawy pozasportowe, co miało mieć negatywny wpływ na przygotowanie do pojedynków. Tymczasowym trenerem Khana został Dean Powell.
21 czerwca 2008, w kolejnej obronie tytułu Wspólnoty Brytyjskiej, pokonał przez techniczny nokaut w piątej rundzie Michaela Gomeza, choć już w drugiej rundzie leżał na deskach. Miesiąc później nowym trenerem Khana został Jorge Rubio.
6 września 2009 Khan doznał pierwszej porażki w karierze, przegrywając już w pierwszej rundzie z Breidisem Prescottem. Brytyjczyk po raz pierwszy leżał na deskach już po 30 sekundach walki. Zdołał się podnieść, jednak ponownie został znokautowany i wyliczony zaledwie po 54 sekundach pojedynku. Po tej przegranej Khan zwolnił Rubio z funkcji trenera i zatrudnił Freddiego Roacha.
Na ring powrócił zaledwie trzy miesiące później i pokonał już w drugiej rundzie Oisina Fagana. 14 marca 2009 pokonał Marco Antonio Barrerę po technicznej decyzji w piątej rundzie. W pierwszej rundzie po przypadkowym zderzeniu głowami Barrera doznał dużego rozcięcia skóry na czole. Walka została przerwana w piątej rundzie, ponieważ krew cieknąca z rany zalewała lewe oko Meksykanina i utrudniała mu widoczność. Po podliczeniu punktów do czasu przerwania walki wygrał Khan w stosunku 50–44, 50–45 i 50–45. Promotor Barrery, Don King, po walce złożył protest twierdząc, że sędzia powinien przerwać pojedynek już w pierwszej rundzie, bezpośrednio po zderzeniu bokserów głowami, a walka powinna zostać uznana za nieodbytą. Protest został jednak odrzucony.
18 lipca 2009 Khan wywalczył tytuł mistrza świata organizacji WBA w kategorii junior półśredniej, pokonując jednogłośnie na punkty Andrija Kotelnyka w stosunku 120–108, 118–111 i 118–111. 5 grudnia 2009, w pierwszej obronie tytułu, pokonał już w pierwszej rundzie przez techniczny nokaut Dmytro Salitę. Jego rywal trzykrotnie leżał na deskach.
15 maja 2010 Khan stoczył swój pierwszy pojedynek poza granicami Wielkiej Brytanii – w nowojorskiej Madison Square Garden. Jego przeciwnikiem był Paul Malignaggi. Khan wygrał przez techniczny nokaut w jedenastej rundzie. 23 lipca 2011 w walce unifikacyjnej znokautował w piątej rundzie Zaba Judah zdobywając dodatkowo pas IBF oraz status super championa federacji WBA. 10 grudnia 2011 stracił mistrzowskie pasy ulegając przez niejednogłośną decyzję Lamontowi Petersonowi. Po tym jak wykryto u Petersona środki dopingujące tytuł mistrzowski WBA przywrócono Khanowi który stracił 14 lipca 2012 w pojedynku unifikacyjnych z mistrzem WBC Dannym Garcia, gdy został przez niego znokautowany w czwartej rundzie.
Na ring powrócił 15 grudnia 2012 roku, zmierzył się z niepokonanym Carlosem Moliną. Khan narzucił swoje tempo, a znacznie wolniejszy Molina nie mógł znaleźć sposobu na Khana. Walka zakończyła się poddaniem Moliny, między 10 a 11 rundą.
W Sheffield 27 kwietnia 2013, Khan pokonuje jednogłośnie na punkty w stosunku 114:113 115:113 i 115:112 Meksykanina Julio Díaza.
W 2014 w Las Vegas w Nevadzie, Khan wygrywa jednogłośnie na punkty dwie walki z Amerykanami. 3 maja z Luisem Collazo (w stosunku 119:104, 117:106 i 119:104) i 13 grudnia z Devonem Alexandrem (w stosunku 119:109. 118-110 i 120:108).
29 maja 2015 na Brooklynie pokonał jednogłośnie na punkty 115:113, 117:111 i 117:111 Amerykanina Chrisa Algieriego (20-2, 8 KO).
7 maja 2016 w Las Vegas został znokautowany w końcówce szóstej rundy przez Meksykanina Saula Alvareza (47-1-1, 33 KO). Walka odbyła się w umownym limicie 155 funtów.
8 września 2018 w Birmingham pokonał jednogłośnie na punkty 119:108, 119:109 i 118:110 Samuela Vargasa (29-4-2, 14 KO).
20 kwietnia 2019 w Madison Square Garden przegrał przed czasem w szóstej rundzie w pojedynku o tytuł mistrza świata wagi półśredniej federacji WBO. z Terence’em Crawfordem (35-0, 26 KO).
19 lutego 2022 roku w Manchesterze przegrał przez TKO w 6. rundzie z Kellem Brookiem (40-3, 28 KO).